# Amber Neben
Amber Neben, née le 18 février 1975 à Irvine, est une coureuse cycliste américaine, évoluant en 2014 en élite deux. Professionnelle de 2002 à 2013, elle a remporté plusieurs courses par étapes : le Gracia Orlova en 2002, le Tour du Grand Montréal en 2003, le Tour de l'Aude en 2005 et 2006 et la Route de France en 2007 et 2016. Spécialiste du contre-la-montre, elle est championne du monde de la discipline en 2008 et 2016, où elle a aussi obtenu sept autres top dix. Elle est Championne des États-Unis contre-la-montre en 2012 après avoir été deuxième à six reprises. On dénombre également à son palmarès un titre de championne des États-Unis sur route en 2003, des Championnats panaméricains contre-la-montre en 2006, en 2012, en 2023 et en 2024, un championnat du monde du contre-la-montre par équipes en 2012, ainsi qu'une quatrième place aux championnats du monde sur route la même année.

## Jeunesse et études
Alors qu'elle n'a que quatre ans, Amber Neben est mise dans le coma à cause d'une méningite. Au lycée, Amber Neben fait de la compétition en football, en athlétisme et en cross country. Elle est victime à plusieurs reprises de fractures de fatigue. Elle intègre ensuite l'université du Nebraska et obtient une bourse pour l'athlétisme, toutefois de nouvelles fractures la mettent sur le carreau. Elle reprend plus tard sa carrière sportive à l'Université de Californie à Irvine, alors qu'elle écrit une thèse en biologie moléculaire.

## Carrière

### Débuts
Amber Neben pratique la course à pied et le VTT. Elle débute avec l'équipe Rock N Road Cyclery puis intègre l'équipe Sobe/Cannondale. Sur la route, elle n'a participé qu'à quelques criterium quand en 2001, l'équipe Earthlink l'invite à participer au Women's Challenge. Contre toute attente, elle y gagne une étape. Elle intègre l'équipe Autotrader.com et est ensuite sélectionnée pour les championnats du monde. Cela lui ouvre les portes de la T-Mobile en 2002.
De ses débuts à au moins 2004, elle est entraînée par Dave Jordaan.

### Saison 2002
En avril, Amber Neben est troisième de la troisième étape de la Gracia Orlova, puis gagne la quatrième étape. Elle remporte finalement la Gracia Orlova. Sur la deuxième étape du Women's Challenge, qui se termine en côte, Amber Neben finit septième. Le lendemain, dans le contre-la-montre individuel, elle prend la sixième place. Dans la difficile cinquième étape, Amber Neben est cinquième et atteint la sixième place du classement général. Elle est huitième de l'étape suivante. Au classement général final, Amber Neben est sixième. Aux championnats des États-Unis contre-la-montre, Amber Neben est deuxième. Sur l'épreuve en ligne, Amber Neben part en échappée avec Jessica Phillips à huit miles de l'arrivée mais se fait battre au sprint,.

### Saison 2003
En avril, sur le prologue de la Redlands Bicycle Classic, Amber Neben est troisième. Sur la cinquième et dernière étape, Amber Neben est troisième. Au classement général, elle est également troisième.
Sur la Sea Otter Classic, sur la deuxième étape qui est un contre-la-montre, Amber Neben est quatrième. Au classement général final, elle est quatrième. À la Flèche wallonne, Amber Neben termine septième. Elle remporte la deuxième étape du Gracia Orlova qui est un contre-la-montre. Amber Neben est également quatrième de la quatrième étape. Elle finit à la quatrième place du classement général.
Sur le Tour du Grand Montréal, Amber Neben est cinquième du prologue. Sur la première étape, Kristin Armstrong part en échappée. Elle est ensuite rejointe par Lyne Bessette, Magali Le Floc'h et Amber Neben. Cette dernière finit deuxième derrière la Française et prend la première place du classement général. L'ultime étape se termine au sprint. Amber Neben remporte donc le Tour.
Aux championnats des États-Unis contre-la-montre, Amber Neben est troisième. Sur l'épreuve en ligne, dès le début de course, un groupe de huit coureuses dont cinq de l'équipe s'échappe. Amber Neben attaque dans la dernière montée et s'impose.

### Saison 2004

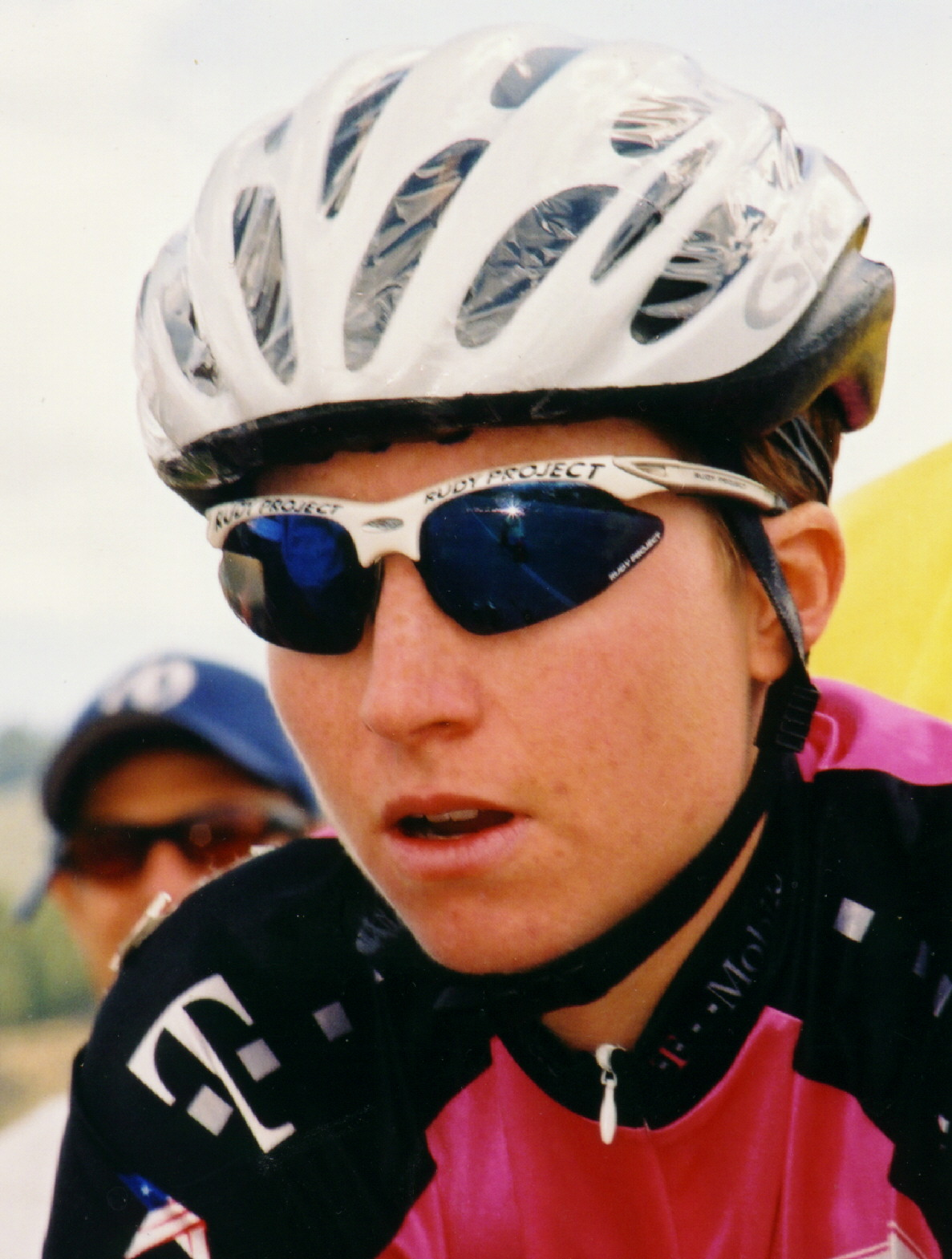
Amber Neben au Women's Challenge 2002

Au Tour of the Gila, Amber Neben remporte le contre-la-montre inaugural. Elle gagne aussi la deuxième étape avec une minute d'avance sur ses poursuivantes. Elle finalement s'impose au général. Le Tour de Toscane féminin permet à Amber Neben de gagner la troisième étape échappée avec Jolanta Polikevičiūtė, qu'elle bat au sprint. Amber Neben est sélectionnée pour l'épreuve en ligne des championnats du monde.

### Saisons 2005-2010
Le 11 mai 2006, le Tour de l'Aude s'élance avec un contre-la-montre par équipe dans lequel l'équipe Flexpoint s'impose. Amber Neben est quatrième de la deuxième étape qui est montagneuse et se dispute sous la pluie. Elle finit sixième du contre-la-montre de cinq kilomètres de l'étape suivante. Elle est alors troisième du classement général.  Le contre-la-montre de la sixième étape est long de trente-et-un kilomètres. Amber Neben termine quatrième à une minute vingt-deux de la première Priska Doppmann. Sur la huitième étape, elle perd du temps. Sur la très difficile neuvième étape, elle termine deuxième du sprint avec Susanne Ljungskog, elle prend la tête du classement général et gagne l'épreuve le lendemain.
En 2007, on lui diagnostique un cancer de la peau.
En 2008, elle rejoint l'équipe Flexpoint. Elle participe au Tour d'Italie. Elle est troisième du contre-la-montre de la cinquième étape. Dans l'étape suivante, qui se déroule près des Alpes, elle s'échappe avec Nicole Brändli et Claudia Häusler dans la dernière ascension et termine deuxième derrière cette dernière. Cela lui permet de remonter à la cinquième place du classement général. La septième étape est également difficile. Amber Neben s'échappe avec Fabiana Luperini dans le deuxième cols de la journée. L'Italienne part à deux kilomètres de l'arrivée laissant l'Américaine prendre la deuxième place de l'étape. Amber Neben se montre satisfaire de devenir deuxième du classement général. Elle garde sa position dans la dernière étape,.
Elle participe au Tour de l'Ardèche, où elle est deuxième du contre-la-montre de huit kilomètres de la deuxième étape derrière Christiane Soeder. Dans la quatrième étape, montagneuse, elle part en échappée avec Emma Pooley dans la première partie de l'étape. Amber Neben laisse la victoire à la Britannique et prend la tête du classement général. Sur la sixième étape, elle est distancée par Susanne Ljungskog et perd plus d'une minute. Elle conserve cependant la première place du classement général et s'assure ainsi la victoire finale.
Aux championnats du monde du contre-la-montre à Varèse, elle gagne le titre en prenant le départ le plus rapide puis en gérant son avance.

### Saison 2011
En 2011, Amber Neben rejoint l'équipe HTC-Highroad Women qui descend de la T-Mobile. Aux États-Unis, Amber Neben remporte le Redlands Bicycle Classic.  Le 24 avril, Amber Neben s'impose dans le Grand Prix de la ville de Roulers en s'échappant à vingt kilomètres de la ligne. Elle finit deuxième des championnats des États-Unis contre-la-montre.
Le Tour de Thuringe a lieu fin juillet. L'équipe s'impose sur le prologue par équipe, long de 3,4 km. Sur la seconde étape, seule Amber Neben est dans la bonne échappée qui prend plus d'une minute d'avance et dans laquelle Emma Johansson s'impose au sprint. Sur le contre-la-montre de la cinquième étape Neben est quatrième. Cette place lui permet de prendre le maillot jaune pour trois seconde sur Johansson. La dernière étape voit Lizzie Armitstead battre au sprint Judith Arndt, toutes deux échappées à quelques secondes du peloton. Johansson remporte finalement le général avec six secondes d'avance sur Neben, deuxième.
Fin juillet, l'équipe remporte le contre-la-montre par équipe de Vårgårda avec plus d'une minute d'avance sur l'équipe AA Drink. L'équipe est constituée de Arndt, Becker, Neben et Van Dijk,.
Dans le cadre de la préparation pour le championnat du monde contre-la-montre, Amber Neben termine deuxième du Chrono champenois. Sur le championnat du monde contre-la-montre Amber Neben finit septième[réf. souhaitée]. Pour la clôture de la saison, elle remporte le Chrono des Nations.

### Saison 2012

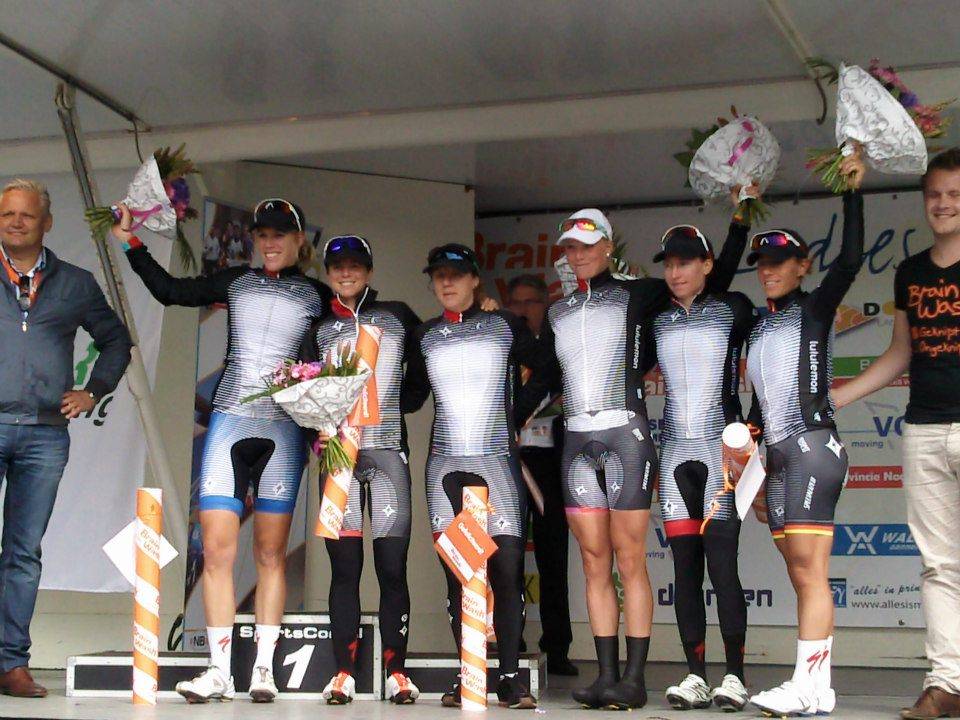
Au Brainwash Ladies Tour 2012, Amber Neben est la deuxième en partant de la droite

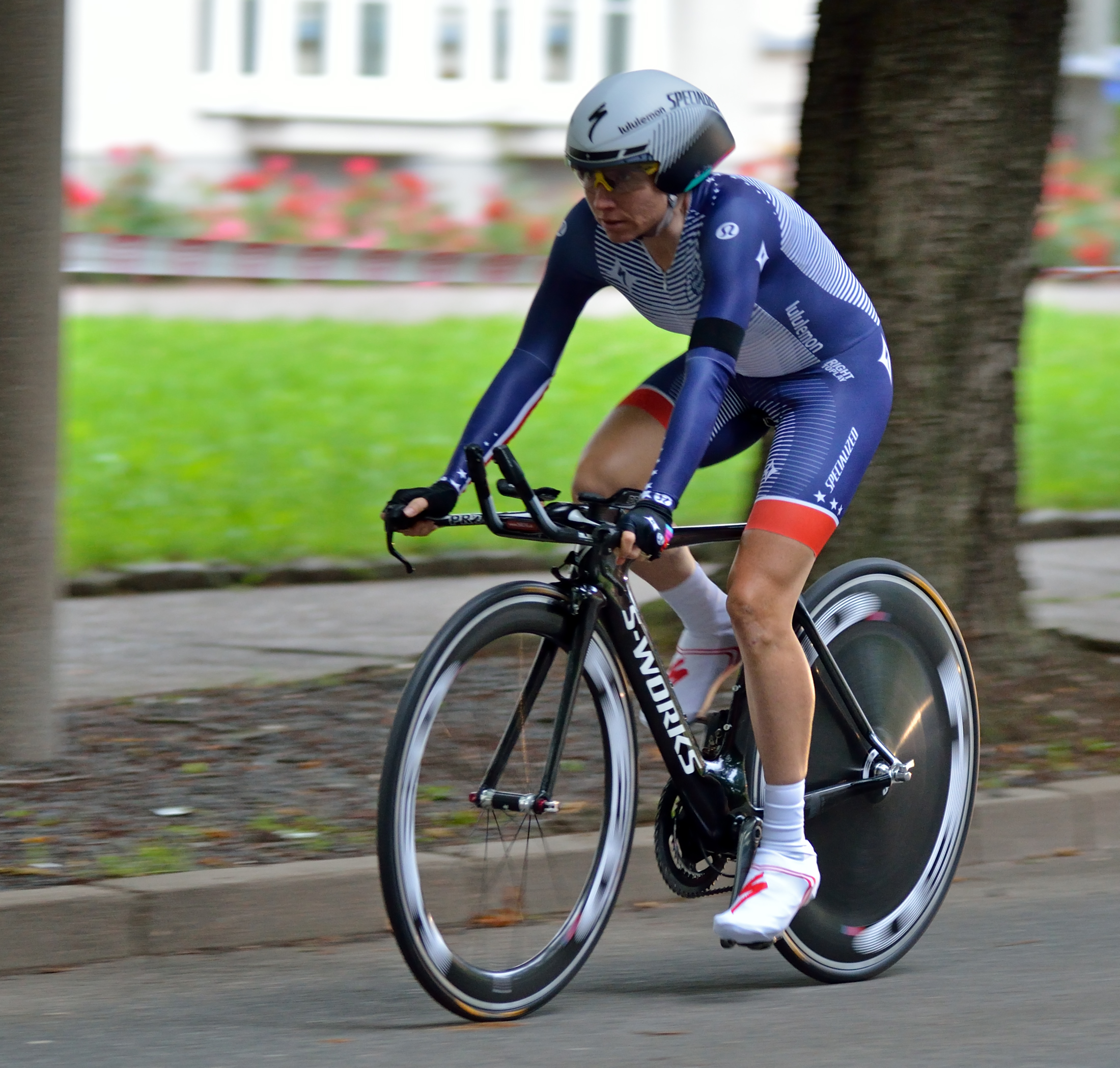
Au Tour de Thuringe 2012

En 2012, à Mar del Plata en Argentine, Amber Neben remporte l'épreuve du contre-la-montre des jeux panaméricains qui constitue une étape importante dans sa préparation olympique.  Elle court ensuite au Salvador. Lors de la première étape du Tour du Salvador, elle termine troisième à une seconde de Noemi Cantele. Le lendemain, au Grand Prix du Salvador, elle part avec l'Italienne et Tatiana Guderzo et se classe troisième. Elle gagne la difficile étape suivante, est deuxième de la troisième étape. Elle remporte le contre-la-montre de la quatrième étape devant Clemilda Fernandes. Au terme de la sixième et dernière étape, elle est quatrième du classement général. Au chrono Gatineau, elle se classe troisième. Cette dernière remporte l'épreuve en ligne dans l'emballage final. Sur l'Exergy Tour, Amber Neben remporte la seconde étape contre-la-montre. Au classement général final, elle est deuxième,,,,.
Aux championnats des États-Unis, Amber Neben remporte l'épreuve chronométrée une seconde devant sa coéquipière Evelyn Stevens. Elle participe aux jeux olympiques.  Amber Neben est septième du contre-la-montre.
Dans la manche de coupe du monde en Suède, Specialized-Lululemon remporte le contre-la-montre par équipe avec la composition suivante : Stevens, Teutenberg, Worrack, Neben, van Dijk et Becker,. L'équipe conclut la saison en gagnant le championnat du monde par équipe contre-la-montre avec 24 secondes d'avance sur l'équipe Green Edge. La composition au départ est la suivante : Neben, Stevens, van Dijk, Becker, Worrack et Teutenberg. Sur les épreuves individuelles, Neben prend la septième place. Amber Neben est quatrième de l'épreuve en ligne.

### Saison 2013
En 2013, Amber Neben rejoint l'équipe Pasta Zara-Cogeas.

### Saison 2015
À la Redlands Bicycle Classic, elle termine sixième de la première étape. Elle est ensuite quatrième de l'étape suivante qui est un contre-la-montre individuel. Lors de la troisième étape, elle attaque au pied du Oak Glen, mais est contrée par Mara Abbott qui va s'imposer seule. Amber Neben est finalement deuxième à plus d'une minute. Elle remonte à la deuxième place du classement général, place qu'elle conserve jusqu'au bout de l'épreuve.
Elle termine troisième du championnat national de contre-la-montre. Elle se dit déçue de ne pas gagner, mais satisfaite de son niveau.

### Saison 2016

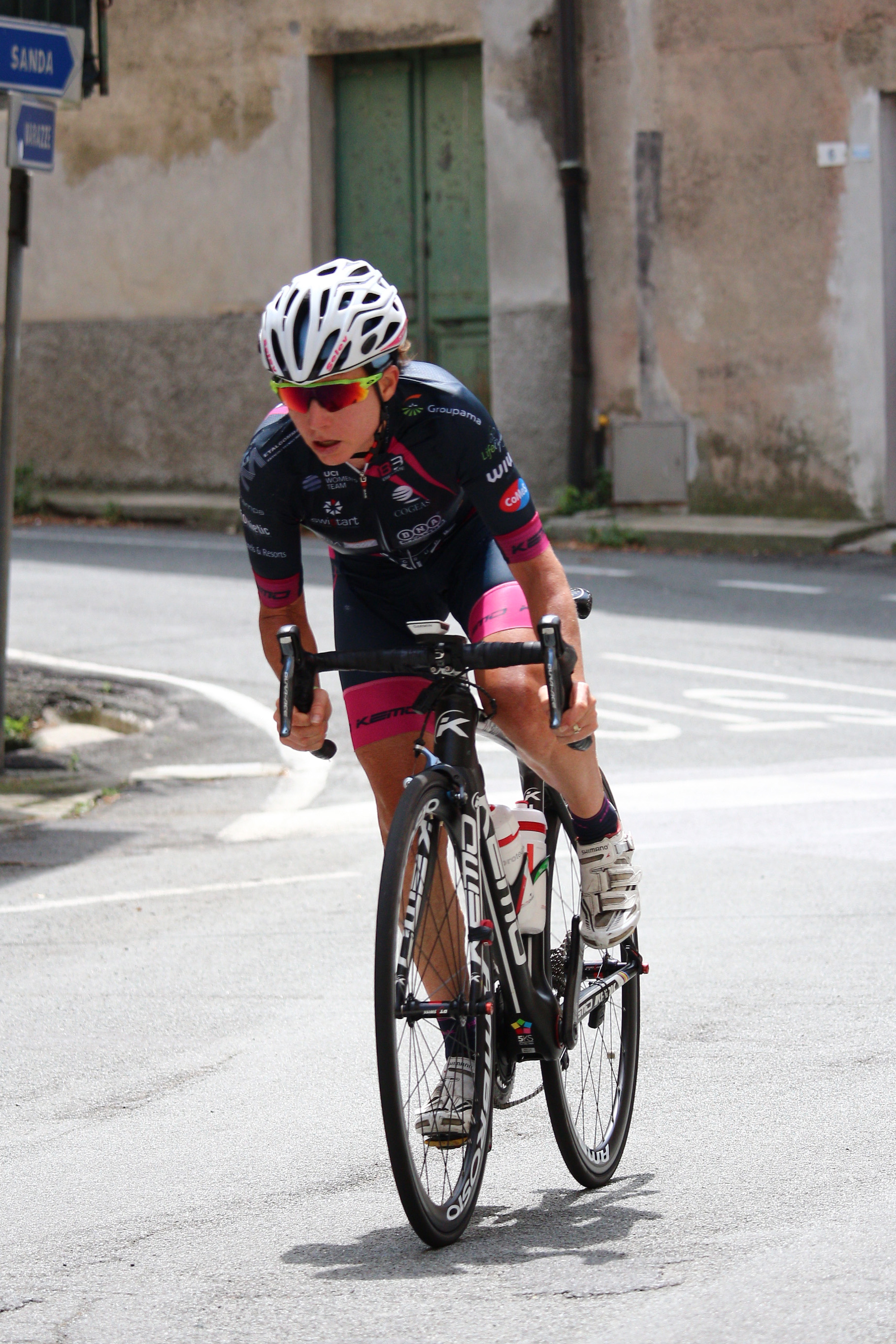
Au Tour d'Italie 2016

En mai, elle termine deuxième du championnat des États-Unis du contre-la-montre pour la première fois. Elle remporte ensuite le Chrono Gatineau. Malgré cela, elle ne fait partie de la sélection olympique annoncée le 23 juin.
À la Route de France, elle remporte le contre-la-montre de la quatrième étape et prend ainsi la tête du classement général,. Elle confirme le lendemain lors d'une étape de moyenne montagne en s'imposant détachée. Elle gère les deux dernières étapes pour inscrire son nom au palmarès de l'épreuve pour la deuxième fois.
Au championnat du monde du contre-la-montre, elle part parmi les premières. Elle réalise le temps de référence à tous les passages intermédiaires. Même si Ellen van Dijk passe au deuxième pointage intermédiaire en tête pour cinq secondes, elle faiblit sur la fin du parcours et ne détrône pas Amber Neben qui devient donc de nouveau championne du monde huit ans après son premier titre. Lors de la course en ligne, à quarante-trois kilomètres de l'arrivée, elle attaque seule. Elle prend cinquante secondes d'avance mais se fait rattraper par le peloton à une quinzaine de kilomètres du but.

## Dopage
Amber Neben est contrôlée positive à la 19-norandrosterone après la Coupe du monde cycliste féminine de Montréal, le 31 mai 2003. Elle fait appel au Tribunal arbitral du sport afin de voir sa peine réduite de  deux ans à six mois. Elle obtient gain de cause et est suspendue à compter du 13 juillet 2003. Elle pense que son contrôle positif vient d'un complément alimentaire. Avec les triathlètes Rebekah Keat et Mike Vine, elle attaque le fabricant de complément alimentaire début 2008,.

## Palmarès

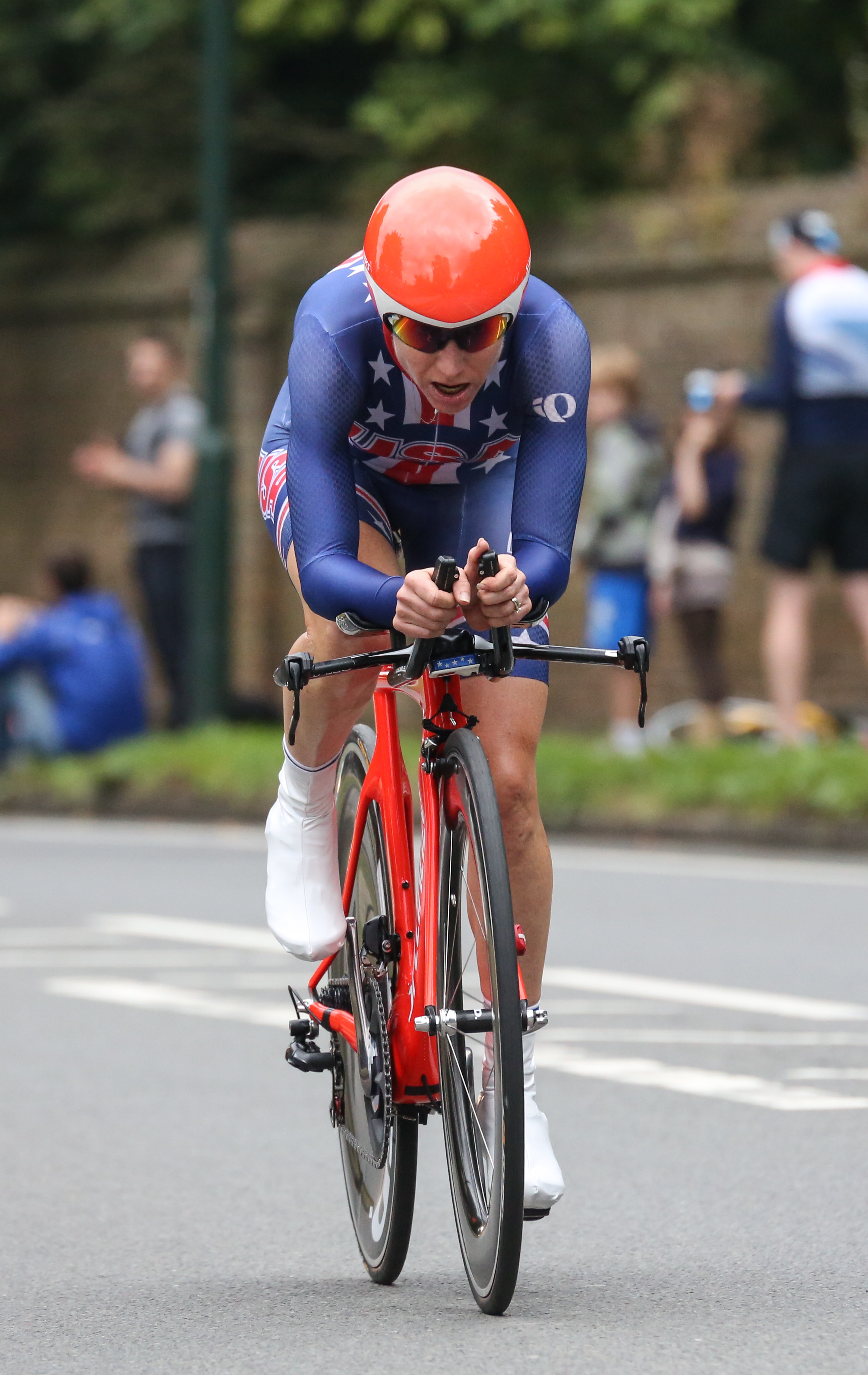
Aux jeux olympiques de Londres.

| - 2000 - Pomona Valley Stage Race - 2001 - Cascade Cycling Classic : - Classement général - 2e et 3e étapes - 8e étape du Women's Challenge - 6e étape du GP Féminin du Québec - 2e du championnat des États-Unis sur route - 2002 - Gracia Orlova : - Classement général - 4e étape - 2e du championnat des États-Unis sur route - 2e du championnat des États-Unis du contre-la-montre - 10e de la Coupe du monde cycliste féminine de Montréal - 2003 - Championne des États-Unis sur route - Tour du Grand Montréal - 2e étape du Gracia-Orlová (contre-la-montre) - 2e de la Pomona Valley Stage Race - 3e du championnat des États-Unis du contre-la-montre - 7e de la Flèche wallonne - 2004 - Tour of the Gila : - Classement général - 1re (contre-la-montre) et 2e étapes - 3ea étape du Tour de Toscane féminin-Mémorial Michela Fanini - 2e du championnat des États-Unis du contre-la-montre - 5e de la Coupe du monde cycliste féminine de Montréal - 2005 - Tour de l'Aude : - Classement général - 3eb étape - 2e du championnat des États-Unis du contre-la-montre - 5e du championnat du monde du contre-la-montre - 9e de la Flèche wallonne - 2006 - Championne panaméricaine du contre-la-montre - Redlands Bicycle Classic : - Classement général - 1re (contre-la-montre) et 3e étapes - Tour de l'Aude - Classement général - 1re étape (contre-la-montre par équipes) - 4eb étape de la Route de France (contre-la-montre par équipes) - 2e du championnat des États-Unis du contre-la-montre - 2e du Tour de Thuringe - 2e de Gracia Orlova - 2e de la Route de France - 2e de L'Heure D'Or Féminine (contre-la-montre par équipes) - 3e du championnat des États-Unis sur route - 5e de la Flèche wallonne - 10e du championnat du monde du contre-la-montre - 2007 - Redlands Bicycle Classic : - Classement général - Prologue - Route de France : - Classement général - 4eb étape (contre-la-montre) - 2e du championnat des États-Unis du contre-la-montre - 2e du Tour de Thuringe - 2e du Chrono champenois - 3e du championnat des États-Unis sur route - 3e du Tour de Saint-Marin - 4e du championnat du monde du contre-la-montre - 4e de la Flèche wallonne - 9e de la Coupe du monde cycliste féminine de Montréal - 2008 - Championne du monde du contre-la-montre - Tour de l'Ardèche - 2e du Tour d'Italie - 3e du Souvenir Magali Pache - 3e du Chrono champenois - 5e de la Flèche wallonne - 2009 - Prologue de la Redlands Bicycle Classic - 3e étape de Gracia Orlova (contre-la-montre) - 2e étape du Tour de l'Aude (contre-la-montre par équipes) - 2e étape du Tour d'Italie (contre-la-montre) - 2e du Memorial Davide Fardelli - 2e de la Redlands Bicycle Classic - 4e de la Flèche wallonne - 6e du championnat du monde du contre-la-montre - 10e de la Coupe du monde cycliste féminine de Montréal - 2010 - 4e étape du Tour de Nouvelle-Zélande (contre-la-montre) - Prologue de la Redlands Bicycle Classic - Mémorial Davide Fardelli (contre-la-montre) - Médaillée d'argent du championnat panaméricain du contre-la-montre - 2e du Tour de Nouvelle-Zélande - 2e du Chrono des Nations-Les Herbiers-Vendée - 2e du championnat des États-Unis du contre-la-montre - 4e du championnat du monde du contre-la-montre | - 2011 - San Dimas Stage Race : - Classement général - 1re étape - Redlands Bicycle Classic - Grand Prix de la ville de Roulers - Nature Valley Grand Prix - Prologue du Tour de Thuringe (contre-la-montre par équipes) - Contre-la-montre par équipes de l'Open de Suède Vårgårda - Chrono des Nations - 2e du championnat des États-Unis du contre-la-montre - 2e du Chrono champenois - 2e du Tour de Thuringe - 2e du Chrono Gatineau - Médaillée de bronze du championnat panaméricain du contre-la-montre - 3e du Mémorial Davide Fardelli (contre-la-montre) - 8e du championnat du monde du contre-la-montre - 2012 - Championne du monde du contre-la-montre par équipes - Championne panaméricaine du contre-la-montre - Championne des États-Unis du contre-la-montre - 2e et 4e étapes (contre-la-montre) du Tour du Salvador - 2e étape de l'Exergy Tour (contre-la-montre) - Contre-la-montre par équipes de l'Open de Suède Vårgårda - 2e étape du BrainWash Ladies Tour (contre-la-montre par équipes) - Chrono des Nations-Les Herbiers-Vendée - 2e de l'Exergy Tour - 3e du Grand Prix du Salvador - 3e du Chrono Gatineau - 4e du championnat du monde sur route - 7e du contre-la-montre des Jeux olympiques - 7e du championnat du monde du contre-la-montre - 2013 - 2e de la San Dimas Stage Race - 8e de la Flèche wallonne - 2014 - 2e de la Cascade Cycling Classic - 3e de la San Dimas Stage Race - 2015 - San Dimas Stage Race : - Classement général - 1re étape - 2e de la Route de France - 3e du championnat des États-Unis du contre-la-montre - 3e de la Joe Martin Stage Race - 3e du Tour d'Émilie - 2016 - Championne du monde du contre-la-montre - Chrono Gatineau - Route de France : - Classement général - 4e (contre-la-montre) et 5e étapes - 2e du championnat des États-Unis du contre-la-montre - 2017 - Championne des États-Unis sur route - Championne des États-Unis du contre-la-montre - 2e de la Redlands Bicycle Classic - 3e du Chrono Gatineau - 2018 - Championne panaméricaine du contre-la-montre - Championne des États-Unis du contre-la-montre - Chrono Gatineau - Chrono Kristin Armstrong - 7e du championnat du monde du contre-la-montre - 2019 - Championne des États-Unis du contre-la-montre - Redlands Bicycle Classic : - Classement général - 1re étape - Chrono Gatineau - Médaillée d'argent du championnat panaméricain du contre-la-montre - 4e du championnat du monde du contre-la-montre - 2020 - 6e du championnat du monde du contre-la-montre - 2021 - 2e du championnat des États-Unis du contre-la-montre - 4e du championnat du monde du contre-la-montre - 5e du contre la montre des Jeux olympiques - 2022 - 2e du championnat des États-Unis du contre-la-montre - 3e du Chrono des Nations - 2023 - Championne panaméricaine du contre-la-montre - 2e du Chrono Gatineau - 3e du championnat des États-Unis du contre-la-montre - 8e du championnat du monde du contre-la-montre - 2024 - Championne panaméricaine du contre-la-montre - 3e du championnat des États-Unis du contre-la-montre - 10e du championnat du monde du contre-la-montre |

## Championnats
|  | Année                                        | 2001 | 2002 | 2003 | 2004 | 2005 | 2006 | 2007 | 2008 | 2009 | 2010 | 2011 | 2012 | 2013 | 2014 | 2015 | 2016 | 2017 | 2018 | 2019 | 2020 | 2021 | 2022 | 2023 |
|  | Championnats des États-Unis sur route        | 2e   | 2e   | 1re  | *    | 5e   | 3e   | 3e   | -    | -    | 14e  | 9e   | 7e   | -    | -    | 4e   | 21e  | 1re  | 9e   | 14e  | -    | 7e   | -    | -    |
|  | Championnats des États-Unis contre-la-montre | -    | 2e   | 3e   | 2e   | 2e   | 2e   | 2e   | -    | -    | 2e   | 2e   | 1re  | -    | 11e  | 3e   | 2e   | 1re  | 1re  | 1re  | -    | 2e   | 2e   | -    |
|  | Championnats du monde sur route              | 30e  | DNF  | -    | 46e  | 33e  | 12e  | 16e  | 22e  | DNF  | 17e  | 73e  | 4e   | -    | -    | -    | 98e  | 73e  | -    | -    | 69e  | -    | -    | -    |
|  | Championnats du monde contre-la-montre       | -    | 15e  | -    | -    | 5e   | 10e  | 4e   | 1re  | 6e   | 4e   | 8e   | 7e   | -    | -    | -    | 1re  | 11e  | 7e   | 4e   | 6e   | 4e   | -    | 8e   |

## Classement UCI
| Année                                 | 2001 | 2002 | 2003 | 2004 | 2005 | 2006 | 2007 | 2008 | 2009 | 2010 | 2011 | 2012 | 2013 | 2014 | 2015 | 2016 | 2017 | 2018 | 2019 | 2020 | 2021 | 2022 | 2023 | 2024 |
| ------------------------------------- | ---- | ---- | ---- | ---- | ---- | ---- | ---- | ---- | ---- | ---- | ---- | ---- | ---- | ---- | ---- | ---- | ---- | ---- | ---- | ---- | ---- | ---- | ---- | ---- |
| Classement UCI                        | 86e  | 24e  | 22e  | 49e  | 24e  | 12e  | 9e   | 13e  | 26e  | 22e  | 8e   | 5e   | 93e  | nc   | 28e  | 33e  | 107e | 61e  | 69e  | 153e | 75e  | 266e | 130e | 233e |
| UCI World Tour                        |      |      |      |      |      |      |      |      |      |      |      |      |      |      |      | 116e | 123e | nc   | 123e | nc   | nc   | nc   | nc   | nc   |
|                                       |      |      |      |      |      |      |      |      |      |      |      |      |      |      |      |      |      |      |      |      |      |      |      |      |
| Légende : nc = non classéSource : UCI |      |      |      |      |      |      |      |      |      |      |      |      |      |      |      |      |      |      |      |      |      |      |      |      |